# James Toback
James Toback (New York, 23 novembre 1944) è uno sceneggiatore, regista e giornalista statunitense.

## Biografia
Nato e cresciuto a New York in una famiglia ebraica, Toback si diploma nel 1963 alla Fieldston School e si laurea nel 1966 all'università Harvard. Dopo gli studi, si dedica al giornalismo. Un servizio affidatogli da Esquire sul celebre giocatore di football Jim Brown dà vita ad una collaborazione che si concretizza nella biografia Jim: The Author's Self-Centered Memoir of the Great Jim Brown. Toback riversa la sua personale esperienza di giocatore compulsivo e di insegnante al City College di New York nella sceneggiatura di 40.000 dollari per non morire (The Gambler) (1974), primo film americano diretto dal regista del Free Cinema Karel Reisz, con James Caan nel ruolo del professore di letteratura ossessionato dal gioco d'azzardo.
Nel 1978 esordisce alla regia con Rapsodia per un killer (Fingers), melodramma urbano vicino per atmosfere ai primi film di Martin Scorsese, come Mean Streets, con cui condivide l'interprete protagonista, Harvey Keitel. Nel 2005 lo sceneggiatore e regista francese Jacques Audiard ne ha diretto un fortunato remake, Tutti i battiti del mio cuore, vincitore di ben otto premi César. I suoi successivi film, Per amore e per denaro (Love and Money) (1982) e Star's Lovers (Exposed) (1983), sono degli insuccessi. Si riprende con la commedia Ehi ci stai? (The Pick-up Artist) (1987), interpretata da Robert Downey Jr. e prodotta da Warren Beatty, il documentario filosofico The Big Bang (1989), e la sceneggiatura per Bugsy (1991), diretto da Barry Levinson, per la quale viene nominato all'Oscar e al Golden Globe.
Ritorna a scrivere e dirigere alla fine degli anni novanta, con due film interpretati ancora da Downey Jr., Two Girls and a Guy (1997) e Black and White (1999). Nel 2000 il Torino Film Festival gli dedica una retrospettiva personale, all'interno della sezione Americana. In Harvard Man (2001), con Adrian Grenier e Sarah Michelle Gellar, torna sui temi autobiografici del gioco d'azzardo, della droga e dello sport universitario, già affrontati in precedenza. Segue il trascurato Be Loved (When Will I Be Loved) (2004), con Neve Campbell. Nel 2008 ha presentato nella sezione Un Certain Regard al Festival di Cannes Tyson, documentario sull'omonimo pugile, già utilizzato nel ruolo di se stesso in Black and White.
Come Harvey Weinstein, è stato accusato di molestie o tentate molestie sessuali da centinaia di donne. 

## Filmografia

### Sceneggiatore e regista
- Rapsodia per un killer (Fingers) (1978)
- Per amore e per denaro (Love and Money) (1982)
- Star's Lovers (Exposed) (1983)
- Ehi ci stai? (The Pick-up Artist) (1987)
- The Big Bang (1989)
- Two Girls and a Guy (1997)
- Black and White (Black and White) (1999)
- Harvard Man (2001)
- Be Loved (When Will I Be Loved) (2004)
- Tyson (2008) - documentario
- Sedotti e abbandonati (Seduced and Abandoned) (2013)
- The Private Life of a Modern Woman (2017)

### Solo sceneggiatore
- 40.000 dollari per non morire (The Gambler), regia di Karel Reisz (1974)
- Bugsy, regia di Barry Levinson (1991)